# Dinastija Jiménez
Dinastija Jiménez (dinastija Jimena, dinastija Sanča, Banu Sancho, Abarca, Banu Abarca) bila je srednjovjekovna velikaška obitelj koja je postala kraljevska kuća Navare, Aragonije, Kastilje, Leona i Galicije. Dinastija je izumrla po muškoj liniji.
Prvi poznati član porodice opskurni je kralj García Jiménez. Njegov je sin bio Sančo I., koje je prisilio kralja Fortúna Garcésa na abdikaciju. Ljetopisci su dinastiju nazvali po Sanču – Banu Sanjo („Sančovo potomstvo“).
Posljednji članovi dinastije bijahu Sančo VII. i njegova sestra Blanka.

## Značajni vladari
| Ime                         | Slika | Bilješke                                       |
| --------------------------- | ----- | ---------------------------------------------- |
| Sančo II., kralj Pamplone   |       | Sančo je naslijedio Aragoniju od majke.        |
| Sančo III. Navarski         |       | Jedan od „najsnažnijih” vladara Navare         |
| Ferdinand I., leonski kralj |       | Suprug Sanče Leonske, koja je bila nasljednica |
| Uraka                       |       | Kraljica Leona i Kastilje                      |
| Sančo VII. Navarski         |       | Kralj Navare                                   |